# Arthur Adamov

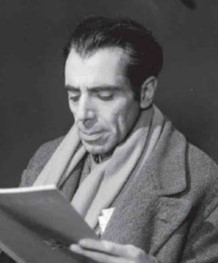
Arthur Adamov

Arthur Adamov (* 23. August 1908 in Kislowodsk, Russisches Kaiserreich; † 15. März 1970 in Paris) war ein französischer Übersetzer, Schriftsteller und Dramatiker armenischer Herkunft. Er gilt neben Eugène Ionesco, Samuel Beckett und Georges Schehadé als einer der wichtigsten Autoren des Absurden Theaters.

## Leben
Adamov wurde in Russland in eine Familie armenischer Herkunft geboren und lernte, wie viele seiner Zeitgenossen, Französisch als erste Fremdsprache. 1914 verließ seine Familie Russland, zog nach Genf (1914–1922) und nach Mainz, um sich schließlich 1924 in Paris niederzulassen. Inspiriert von Surrealisten, die er dort traf, veröffentlichte Adamov das Magazin Discontinuité. Sein Vater, ein notorischer Spieler, beging 1933 Selbstmord. Adamovs Nähe zum Marxismus und sein Engagement während des Spanischen Bürgerkrieges auf republikanischer Seite führten 1941 zu einer knapp einjährigen Inhaftierung in einem Konzentrationslager bei Argelès-sur-Mer.
Nach dem Ende des Zweiten Weltkriegs begann er, Dramen zu schaffen, und übersetzte Werke u.  a. von Maxim Gorki, Anton Tschechow und Georg Büchner. Während Adamov in seinem Frühwerk die Sinnlosigkeit und Gleichförmigkeit der menschlichen Existenz in den Vordergrund rückte, näherte er sich Ende der 1950er Jahre immer stärker dem gesellschaftskritischen Drama Bertolt Brechts an. 1960 unterschrieb er das Manifest der 121 gegen den Algerienkrieg. Daneben verfasste er Prosawerke wie die kurz vor seinem Suizid in der Textsammlung Je … Ils … erschienenen. Er zählt zu den wenigen namhaften Autoren, die damals gesellschaftlich geächteten Themen wie dem Masochismus, den er als „Immunisierung gegen den Tod“ betrachtete, eine literarische Stimme verliehen, z.  B. mit der Erzählung Fin Août.
Der renommierte Theaterregisseur Klaus Michael Grüber brachte 1972 am Düsseldorfer Schauspielhaus seine Groteske gegen den Vietnamkrieg, Off Limits, zur deutschen Erstaufführung, aber das erlebte der Autor nicht mehr. Arthur Adamov starb im März 1970, von einer schweren Erkrankung lebensmüde gemacht, an einer Überdosis Schlaftabletten. Seine letzte Ruhestätte fand Arthur Adamov extra muros auf dem Cimetière parisien d’Ivry.

## Werke (Auswahl)

### Als Autor
Autobiografisches
- L'Homme et l'Enfant. 1968.

Prosa
- La Parodie. 1947.
- L’Invasion. 1949.
  - Deutsch: Invasion (übersetzt von E. de Bary).
- La Grande et la Petite Manœuvre. 1950.
  - Deutsch: Appell.
- Tous contre tous.1953.
  - Deutsch: Alle gegen alle (übersetzt von Elmar Tophoven).
- Le Professeur Taranne. 1953.
  - Deutsch: Professor Taranne.
- Le Ping Pong. 1955.
  - Deutsch: Ping-Pong (übersetzt von Elmar Tophoven).
- Comme nous avons été. 1956.
- La Sainte Europe. 1965.
- M. le Modéré. 1967.
- Off Limits. 1968.
- Je … Ils …. 1969.

Theaterstücke
- Paolo Paoli. 1957.
  - Deutsch: Paolo, Paoli (übersetzt von Pierre Aron).
- La Politique des restes. 1962.
  - Deutsch: Die Reste. Schauspiel. Desch, München 1966 (übersetzt von Pierre Aron).

### Als Übersetzer
- Carl Gustav Jung: Le moi et l’inconscient. Gallimard, Paris 1938.[3]
- Rainer Maria Rilke: Le Livre de la pauvreté et de la mort. Paris 1940.[4]
- Rainer Maria Rilke: Poèmes. Paris 2005. ISBN 2-84597-141-9.
- August Strindberg: Le pélican (Théatre populaire; 17). Paris 1956.[5]
- Fjodor Michailowitsch Dostojewski: Crime et châtiment. CLF, Paris 1957.[6]
- August Strindberg: Père. L’Arche, Paris 1958.[7]
- Anton Pawlowitsch Tschechow: L’esprit des bois. Gallimard, Paris 1958.
- Maxim Gorki: La mère. Paris 1958.[8]
- Iwan Alexandrowitsch Gontscharow: Oblomov. Paris 1959.[9]
- Georg Büchner: Le mort du Danton. L’Arche, Paris 1959.[10]
- Nikolai Wassiljewitsch Gogol: Le revizor. L’Arche, Paris 1967.[11]
- Max Frisch: La grande muraille. Gallimard, Paris 1969.[12]
- Anton Pawlowitsch Tschechow: L’oncle Vania. Paris 1973.[13]
- Anton Pawlowitsch Tschechow: Les trois sœurs. Paris 1973.[14]